# 微软亚洲研究院
微软亚洲研究院（Microsoft Research Asia）是微软公司在亚太地区设立的研究机构，成立于1998年，位于北京市海淀区中关村丹棱街5号微软大厦2号楼12层至14层。它是微软研究院之一，也是微軟在美国本土之外规模最大的研究院，同时也是微软在亚洲的第一個研究院。2004年被麻省理工学院《技术评论》称为“世界上最火的计算机实验室” 。
经过多年的发展，微软亚洲研究院拥有超过200名全职研究员、工程师与超过300名访问学者与实习生 。

## 管理团队
- 院长：
  - 李開復（1998年11月–2000年8月）
  - 张亚勤（2000年8月–2007年10月）
  - 洪小文博士（2007年10月–現任）
- 常务副院长：
  - 张亚勤（–2000年8月）
  - 洪小文（–2007年10月）
  - 郭百宁博士
- 副院长：
  - 张亚勤（1999年1月–2000年8月）
  - 洪小文（2004–2007年10月）
  - 刘铁岩博士、潘天佑博士、田江森博士、张冬梅博士、张益肇博士、周礼栋博士、周明博士

## 科研
微软亚洲研究院从事自然用户界面、智能多媒体、人工智能、云和边缘计算、大数据与知识挖掘、计算机科学基础等领域的研究，致力于推动整个计算机科学领域的前沿发展，将最新研究成果快速转化到微软的关键产品中，着眼下一代革命性技术的研究和孵化。

## 成果
目前，微软亚洲研究院在国际一流学术刊物和会议上发表的论文已经超过4000篇。每年都有数十项从微软亚洲研究院诞生的创新技术转移到了微软产品中，包括：Office、Windows、Azure、Bing、Visual Studio、Xbox Kinect、Windows Phone等，以及近年来以微软小冰、Cortana、Skype Translator等为代表的人工智能产品。

## 高校与合作
微软亚洲研究院内设学术合作部通过多种形式的项目和活动，帮助提升亚太地区高校和科研机构的信息科学技术学科基础研究水平和人才培养质量。
为亚太地区信息产业整体实力尤其是人在微软亚洲研究院与中国高等学校合作的历程中，“长城计划”的签署、实施是重要的历程碑事件。2002年6月，中华人民共和国教育部与微软公司签署了《教育部与微软公司合作备忘录》，共同启动了旨在帮助提升中国高校计算机基础研究水平和人才 培养质量的“长城计划”。作为“长城计划”的具体实施单位，微软亚洲研究院与国内多所高校开展了系统的、有针对性的合作项目。此后，双方分别于2005年 10月、2008年11月、2011年10月和2015年4月，四次续签了合作备忘录，共同开展了“长城计划”第二期、第三期、第四期和第五期的合作。在教育部的大力支持和各高校 的积极参与配合下，“长城计划”得以顺利实施并取得良好的效果。微软亚洲研究院围绕人才培养、科研合作、课程建设及学术交流四条主线，深化与国内高校、科 研机构的合作，积极为提升中国计算机基础研究水平和人才培养贡献力量。微软亚洲研究院的联合实验室与以下大学展开合作：浙江大学视觉感知教育部-微软重点实验室（实验室主任：童欣），清华大学媒体与网络技术教育部-微软重点实验室（实验室主任：周明），哈尔滨工业大学语言语音教育部-微软重点实验室（微软负责人：林钦佑），香港科学技术大学信息技术教育部-微软重点实验室（微软联合实验室主任：刘铁岩），中国科学技术大学多媒体计算与通信教育部-微软重点实验室（实验室主任：谢幸）等。